# Giovanni Ciampoli
Giovanni Ciampoli, född 1589, död 8 september 1643, var sekreterare åt påven Urban VIII. Han anslöt sig till Galileis åsikt om att jorden snurrar runt solen trots att han var involverad i den katolska kyrkan. Detta gjorde att han blev förvisad till Montalto delle Marche och aldrig mer fick komma tillbaka till Rom.